# Manfred Streit
Manfred E. Streit (* 16. Februar 1939 in Goch; † 18. Februar 2017) war ein deutscher Ökonom.

## Leben
Er studierte an der Universität des Saarlandes und war dort Mitarbeiter von Herbert Giersch. Streit wurde an der Universität Mannheim habilitiert. 1990 nahm er einen Ruf der Universität Freiburg an, um in der Freiburger Lehrstuhltradition in der Nachfolge des Werkes von Friedrich August von Hayek zu forschen. 1993 gründete Streit das Max-Planck-Institut für Ökonomik in Jena. Seit 2000 war er dort emeritiertes wissenschaftliches Mitglied.
Streit war Mitglied im Verein für Socialpolitik, der Mont Pelerin Society und des Walter-Eucken-Instituts. Er war Gründungsmitglied der Friedrich A. von Hayek-Gesellschaft und Träger der Hayek-Medaille.
Von 1989 bis 2009 war Streit Mitglied des Wissenschaftlichen Beirats beim Bundesministerium für Wirtschaft.